# کنسولگری‌ها در ایران
کنسولگری‌ها در ایران:

## گرگان
- قزاقستان
- امپراتوری روسیه[نیازمند منبع] (غیرفعال)

## بوشهر
- بریتانیا[۲][۳] (غیرفعال)
- فرانسه[۴] (غیرفعال)
- امپراتوری روسیه[۵][۶] (غیرفعال)
- آلمان[۷] (غیرفعال)
- ایالات متحده آمریکا[۸][۶] (غیرفعال)
- بلژیک[۶] (غیرفعال)
- هلند[۹][۶] (غیرفعال)
- کویت[۶] (غیرفعال)
- نروژ[۶] (غیرفعال)
- ارمنستان[۶] (غیرفعال)
- ایتالیا[۱۰][۱۱] (غیرفعال)
- امپراتوری عثمانی[۱۲] (غیرفعال)

## مشهد
- افغانستان
- پاکستان
- ترکمنستان
- عربستان سعودی
- ترکیه
- عراق
- تاجیکستان
- قرقیزستان(غیرفعال)
- جمهوری آذربایجان(غیرفعال)
- بریتانیا[۱۳] (غیرفعال)
- امپراتوری روسیه[۱۳] (غیرفعال)
- اتحاد جماهیر شوروی[نیازمند منبع] (غیرفعال)
- قزاقستان (غیرفعال)
- جمهوری چین[۱۳] (غیرفعال)

## بیرجند
- بریتانیا[۱۳] (غیرفعال)

## نیشابور
- اتحاد جماهیر شوروی سوسیالیستی (غیرفعال)

## زاهدان
- افغانستان
- پاکستان
- هند

## تبریز

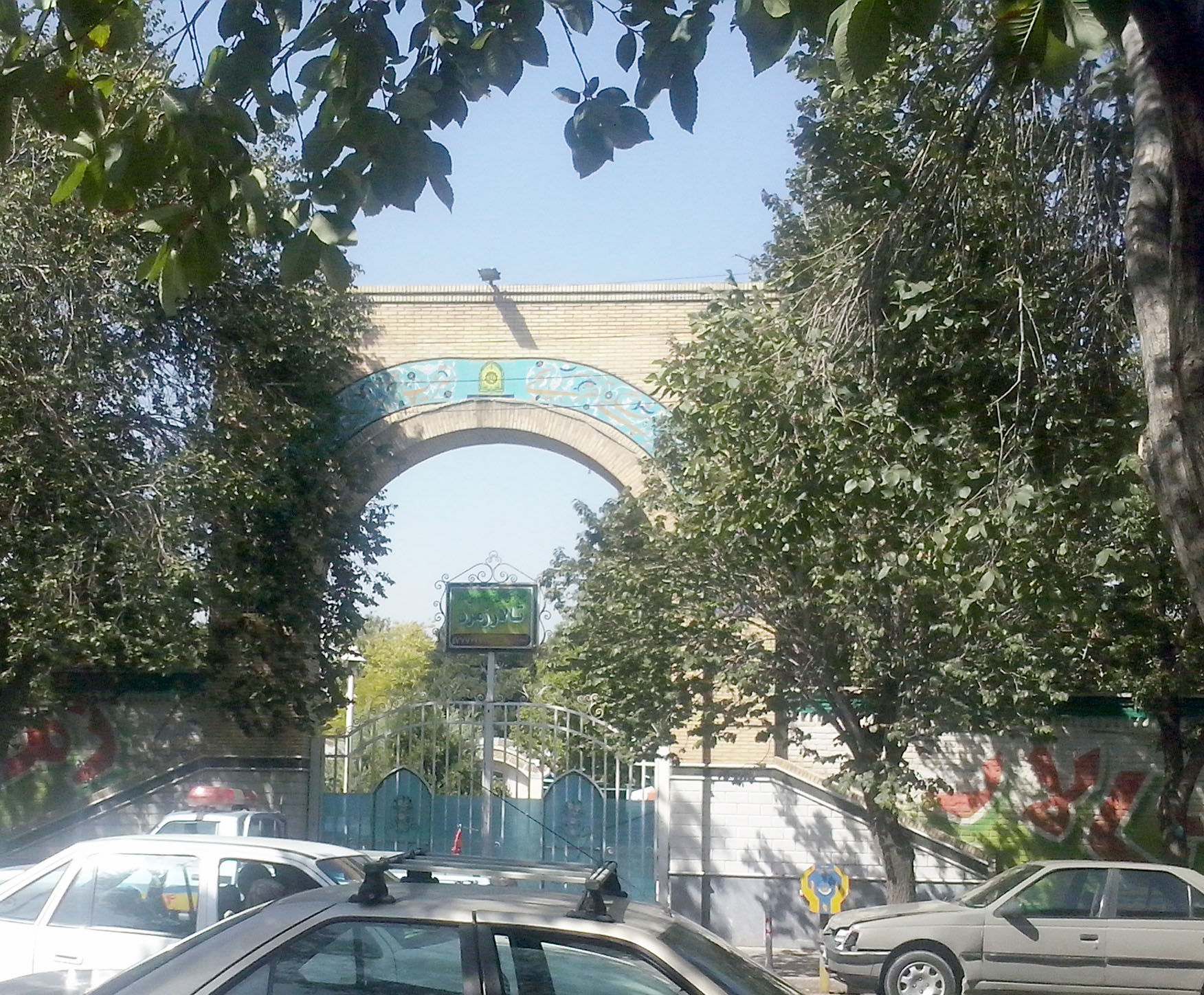
کنسولگری سابق آمریکا در تبریز.

- جمهوری آذربایجان[۱۴]
- ترکیه[۱۵]
- ارمنستان
- آمریکا[۱۶] (غیرفعال)
- بریتانیا[۱۶] (غیرفعال)
- فرانسه[۱۶] (غیرفعال)
- عراق[۱۶] (غیرفعال)
- آلمان[۱۶] (غیرفعال)
- امپراتوری عثمانی[نیازمند منبع] (غیرفعال)
- اتریش[۱۶] (غیرفعال)
- جمهوری جنوا[۱۶] (غیرفعال)
- جمهوری ونیز[۱۶] (غیرفعال)
- روسیه[۱۷] (غیرفعال)

## شیراز
- عراق (غیرفعال)[۱۸]
- بریتانیا (غیرفعال)
- ایالات متحده آمریکا (غیرفعال)
- اتحاد جماهیر شوروی (غیرفعال)
- امپراتوری عثمانی (غیرفعال)
- جمهوری هلند (غیرفعال)
- کنیا (غیرفعال)[۱۹]
- هند (غیرفعال)[۲۰]

## بندرعباس
- امارات متحده عربی
- هند
- قزاقستان
- چین
- بریتانیا (غیرفعال)

## اصفهان
- روسیه
- عراق
- بریتانیا (غیرفعال)
- ایالات متحده آمریکا (غیرفعال)

## یزد
- بریتانیا (غیرفعال)

## کرمان
- بریتانیا (غیرفعال)

## کرمانشاه
- عراق
- امپراتوری عثمانی[نیازمند منبع] (غیرفعال)
- امپراتوری روسیه[نیازمند منبع] (غیرفعال)

## همدان
- امپراتوری عثمانی[نیازمند منبع] (غیرفعال)
- امپراتوری روسیه[نیازمند منبع] (غیرفعال)

## سنندج
- امپراتوری عثمانی[نیازمند منبع] (غیرفعال)
- بریتانیا (غیرفعال)

## ساری
- امپراتوری روسیه[نیازمند منبع] (غیرفعال)

## اهواز
- عراق
- بریتانیا (غیرفعال)

## ارومیه
- ترکیه
- آمریکا (غیرفعال)
- عراق (غیرفعال)

## رشت
- روسیه
- امپراتوری روسیه[نیازمند منبع] (غیرفعال)
- اتحاد جماهیر شوروی (غیرفعال)
- بریتانیا (غیر فعال)

## زابل
- بریتانیا (غیرفعال)

## تربت حیدریه
- امپراتوری روسیه[نیازمند منبع] (غیرفعال)
- اتحاد جماهیر شوروی (غیرفعال)
- بریتانیا (غیرفعال)